# Heinrich Hoffmann (piloto)
Heinrich Hoffmann (Worms, 8 de março de 1913 – Yelnya, 3 de outubro de 1941) foi um piloto alemão que serviu na Luftwaffe durante a Segunda Guerra Mundial. Foi condecorado com a Cruz de Cavaleiro da Cruz de Ferro com Folhas de Carvalho.

## Condecorações
- Cruz de Ferro (1939)
  - 2ª classe (10 de julho de 1941)[5]
  - 1ª classe (28 de julho de 1941)[5]
- Distintivo de Voo do Fronte da Luftwaffe
- Cruz de Cavaleiro da Cruz de Ferro (12 de agosto de 1941) como Oberfeldwebel e piloto no 12/JG 51[6][7]
  - 36ª Folhas de Carvalho (19 de outubro de 1941) como Oberfeldwebel e piloto no 12/JG 51[7][8]